# Московсько-польська війна (1577—1582)
Московсько-польська війна (1577-1582  ) - є завершальною частиною Лівонської війни, в період між 1577 і 1582 роком. Війська Речі Посполитої під командуванням короля польського та великого князя литовського Стефана Баторія успішно діяли проти армії Івана Грозного у боротьбі за Задвінське герцогство та Полоцьк . Московські війська були витіснені з Лівонії ще до укладання Ям-Запольського світу .

## Військові дії
Вступивши за активної підтримки турків ( 1576 ) на престол Речі Посполитої Стефан Баторій перейшов у наступ, зайняв Венден ( 1578 ), проте московським військам вдалося взяти Оберпаллен і осадити Венден. Московські війська були розбиті під Венденом 21.10.1578 р. Сапегою і Бойє. Московити втратили Полоцьк ( 1579 ), Сокіл, Веліж, Усвят, Великі Луки . У взятих фортець поляки і литовці повністю знищували московські гарнізони   . Польські та литовські загони розоряли Смоленщину, Сіверську землю, Рязанщину, південний захід Новгородчини, грабували московські землі аж до верхів'їв Волги. Зроблені ними спустошення нагадували найгірші татарські набіги. Литовський воєвода Філон Кміта з Орші спалив у західних московських землях 2000 сіл і захопив величезний полон. Литовські магнати Острозькі та Вишневецькі за допомогою легких кінних загонів пограбували Чернігівщину. Кіннота шляхтича Яна Соломерецького розорила околиці Ярославля.
У лютому 1581 р. литовці спалили Стару Руссу  .
У 1581 польсько-литовське військо обложило Псков, маючи намір у разі успіху йти на Новгород Великий та Москву .
Оборона Пскова в 1581 - 1582 гарнізоном і населенням міста визначила сприятливіший результат війни для Московського царства: невдача під Псковом змусила Стефана Баторія піти на мирні переговори.